# Comuna de Krzepice
Krzepice (polaco: Gmina Krzepice) é uma gminy (comuna) na Polónia, na voivodia de Silésia e no condado de Kłobuck. A sede do condado é a cidade de Krzepice.
De acordo com os censos de 2004, a comuna tem 9407 habitantes, com uma densidade 119,4 hab/km².

## Área
Estende-se por uma área de 78,81 km², incluindo:
- área agricola: 82%
- área florestal: 9%

## Demografia
Dados de 30 de Junho 2004:
|                      | Total   | Total | Mulheres | Mulheres | Homens  | Homens |
| -------------------- | ------- | ----- | -------- | -------- | ------- | ------ |
|                      | pessoas | %     | pessoas  | %        | pessoas | %      |
| População            | 9407    | 100   | 4758     | 50,6     | 4649    | 49,4   |
| Densidade (pop./km²) | 119,4   | 100   | 60,4     | 60,4     | 59      | 59     |

De acordo com dados de 2002, o rendimento médio per capita ascendia a 1273,18 zł.

## Comunas vizinhas
- Lipie, Opatów, Panki, Przystajń, Radłów, Rudniki